# Mazeral

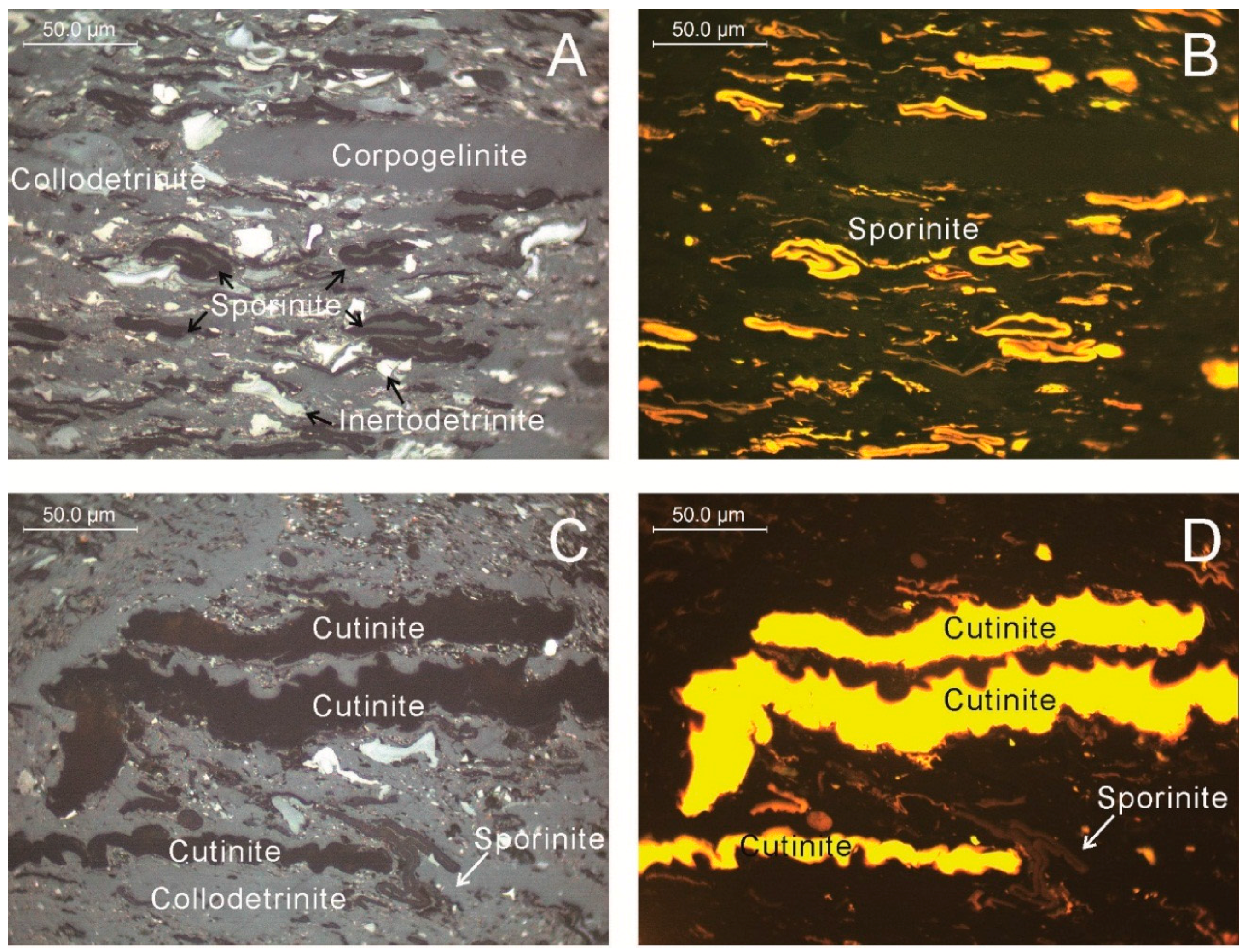
Mikroskopische Aufnahmen einer Steinkohle aus dem Unterperm von China, links jeweils unter weißem Auflicht, rechts jeweils Fluoreszenz; beschriftet sind die verschiedenen Mazerale

Mazerale oder Macerale sind die organischen gesteinsbildenden Komponenten der Kohlen und Kerogene. Sie besitzen damit eine ähnliche Funktion wie die Minerale als Grundbestandteile von Gesteinen und bestehen größtenteils aus Pflanzenresten, die unter dem Druck überlagernder Gesteinsablagerungen, durch die erhöhte Temperatur und das Wirken fluider Phase chemisch umgewandelt wurden (Diagenese oder bei höheren Drücken und Temperaturen Gesteinsmetamorphose). Drei Gruppen von Mazeralen werden unterschieden:
- Vitrinite sind der Hauptbestandteil der Humuskohlen. Sie gehen aus der Humifizierung holzigen Materials hervor, sind von dunkelbrauner bis schwarzer Eigenfarbe, im Durchlichtmikroskop opak, und zeigen einen bei hohem Inkohlungsgrad (ab der Hartbraunkohle) zunehmenden Glanz.
- Inertinite sind nicht mehr brennbare Mazerale, die aus bereits verbranntem Pflanzengewebe und Asche entstehen (bei den Resiniten und Fusiniten ist, ähnlich wie bei Holzkohle aus dem Kohlemeiler, die charakteristische Zellstruktur noch immer unter dem Mikroskop zu erkennen, z. B. von polymerisierten Pflanzenharzen oder Pilzresten).
- Exinite (oder Liptinite) sind lipidreiche, im Durchlichtmikroskop durchsichtige, im Fluoreszenzmikroskop gelbe bis rote Mazerale, die aus der Diagenese von Naturharzen, Wachsen, Sporen und Pollen sowie Algenkörpern hervorgehen.

Bei Steinkohlen variiert das makroskopische Erscheinungsbild (die Streifenart) in Abhängigkeit vom Anteil der einzelnen Mazerale: 
- Vitrit (Glanzkohle) bezeichnet eine vitrinitreiche Humuskohle
- Durit (Mattkohle) ist eine harte, aber nur matt glänzende, liptinitreiche Humuskohle.
- Clarit (Halbglanzkohle) vermittelt zwischen beiden Typen, z. B. in dem glänzende und matte Lagen im engen Abstand wechseln.
- Fusit (Faserkohle) ist weicher, besteht zu einem hohen Anteil aus Fusinit und färbt bei der Berührung schwarz ab. Vermutlich ist sie ein Produkt von Waldbränden.

Im Laufe der zunehmenden Inkohlung gleichen sich die verschiedenen Streifenarten durch Vitrinisation immer mehr an. Die Kohle wird immer härter und glänzender. Daher ist die Vitrinitreflexion in der Petrographie ein Parameter, der den Reifegrad von Kohlen und anderen Gesteinen, die organischen Kohlenstoff enthalten, anzeigt.